# Калотина
Калотина (болг. Калотина) — село в Болгарии. Находится в Софийской области, входит в общину Драгоман. Население составляет 217 человек (2022).

## Политическая ситуация
В местном кметстве Калотина, должность кмета (старосты) исполняет Лидия Естова Божилова (независимый) по результатам выборов правления кметства.
Кмет (мэр) общины Драгоман — Соня Стоянова Дончева (Болгарская социалистическая партия (БСП)) по результатам выборов в правление общины.